# سيفاكلور
سيفاكلور دواء ينتمي سيفالوسبورينات الجيل الثاني. وهو مضاد حيوي يستخدم في علاج حالات العدوى البكتيرية.